# Sovrani dell'Afghanistan

Lo stendardo reale dell'Afghanistan dal 1931 al 1973

Elenco dei sovrani che hanno governato sull'Afghanistan dal 1709 al 1973, anno di istituzione della Repubblica dell'Afghanistan.

## Dinastia Hotak (1709-1738)
| Nome             | Nome                             | Nascita–Morte | Inizio del regno | Fine del regno |
| ---------------- | -------------------------------- | ------------- | ---------------- | -------------- |
| Mirwais Hotak    |                                  | 1673–1715     | 1709             | 1715           |
| Mirwais Hotak    | Emiro                            | 1673–1715     |                  |                |
| Abdul Aziz Hotak |                                  | Deceduto 1717 | 1715             | 1717           |
| Abdul Aziz Hotak | Emiro; fratello di Mirwais Hotak | Deceduto 1717 |                  |                |
| Mahmud Hotak     |                                  | 1697–1725     | 1717             | 22 aprile 1725 |
| Mahmud Hotak     | Emiro; figlio di Mirwais Hotak   | 1697–1725     |                  |                |
| Ashraf Hotak     |                                  | Deceduto 1730 | 22 aprile 1725   | 1730           |
| Ashraf Hotak     | Emiro; nipote di Mirwais Hotak   | Deceduto 1730 |                  |                |
| Hussain Hotak    |                                  | Deceduto 1738 | 1730             | 24 marzo 1738  |
| Hussain Hotak    | Emiro; nipote di Mirwais Hotak   | Deceduto 1738 |                  |                |

## Dinastia Afsharide
| Nome       | Nome  | Nascita–Morte | Inizio del regno | Fine del regno |
| ---------- | ----- | ------------- | ---------------- | -------------- |
| Nadir Shah |       | 1688–1747     | 24 marzo 1738    | 19 giugno 1747 |
| Nadir Shah | Emiro | 1688–1747     |                  |                |

## Impero Durrani (1747-1823)
| Nome                | Nome                                                      | Nascita–Morte | Inizio del regno | Fine del regno  |
| ------------------- | --------------------------------------------------------- | ------------- | ---------------- | --------------- |
| Ahmad Shah Durrani  |                                                           | 1722–1772     | ottobre 1747     | 16 ottobre 1772 |
| Ahmad Shah Durrani  | Emiro                                                     | 1722–1772     |                  |                 |
| Timur Shah Durrani  |                                                           | 1748–1793     | 16 ottobre 1772  | 18 maggio 1793  |
| Timur Shah Durrani  | Emiro; figlio di Ahmad Shah Durrani                       | 1748–1793     |                  |                 |
| Zaman Shah Durrani  |                                                           | 1770–1844     | 18 maggio 1793   | 25 luglio 1801  |
| Zaman Shah Durrani  | Emiro; figlio di Timur Shah Durrani; Deposto              | 1770–1844     |                  |                 |
| Mahmud Shah Durrani |                                                           | 1769–1829     | 25 luglio 1801   | 13 luglio 1803  |
| Mahmud Shah Durrani | Emiro; figlio di Timur Shah Durrani; Deposto              | 1769–1829     |                  |                 |
| Shuja Shah Durrani  |                                                           | 1785–1842     | 13 luglio 1803   | 3 maggio 1809   |
| Shuja Shah Durrani  | Emiro; figlio di Timur Shah Durrani; Primo regno, Deposto | 1785–1842     |                  |                 |
| Mahmud Shah Durrani |                                                           | 1769–1829     | 3 maggio 1809    | 1818            |
| Mahmud Shah Durrani | Emiro; figlio di Timur Shah Durrani; Deposto              | 1769–1829     |                  |                 |
| Ali Shah Durrani    |                                                           | Deceduto 1819 | 1818             | 1819            |
| Ali Shah Durrani    | Emiro; figlio di Timur Shah Durrani; Deposto              | Deceduto 1819 |                  |                 |
| Ayub Shah Durrani   |                                                           | Deceduto 1837 | 1819             | 1823            |
| Ayub Shah Durrani   | Emiro; figlio di Timur Shah Durrani; Deposto              | Deceduto 1837 |                  |                 |

## Emirato dell'Afghanistan (1823-1926)
| Nome                 | Nome                                                                       | Nascita–Morte  | Inizio del regno | Fine del regno   |
| -------------------- | -------------------------------------------------------------------------- | -------------- | ---------------- | ---------------- |
| Sultan Mohammad Khan |                                                                            | 1792–1834      | 1823             | 1826             |
| Sultan Mohammad Khan | Emiro; figlio primogenito di Sardar Payendah Khan; deposto                 | 1792–1834      |                  |                  |
| Dost Mohammed Khan   |                                                                            | 1793–1863      | 1826             | 2 agosto 1839    |
| Dost Mohammed Khan   | Emiro; figlio secondogenito di Sardar Payendah Khan; primo regno; esiliato | 1793–1863      |                  |                  |
| Shuja Shah Durrani   |                                                                            | 1785–1842      | 7 agosto 1839    | 5 aprile 1842    |
| Shuja Shah Durrani   | Emiro; figlio di Timur Shah Durrani; Secondo regno; Assassinato            | 1785–1842      |                  |                  |
| Wazir Akbar Khan     |                                                                            | 1816–1845      | 5 aprile 1842    | 1845             |
| Wazir Akbar Khan     | Emiro; figlio di Dost Mohammad Khan                                        | 1816–1845      |                  |                  |
| Dost Mohammed Khan   |                                                                            | 1793–1863      | 1845             | 9 giugno 1863    |
| Dost Mohammed Khan   | Emiro; figlio di Sardar Payendah Khan; Secondo Regno                       | 1793–1863      |                  |                  |
| Sher Ali Khan        |                                                                            | 1825–1879      | 9 giugno 1863    | 1865             |
| Sher Ali Khan        | Emiro; figlio di Dost Mohammad Khan; primo regno; deposto                  | 1825–1879      |                  |                  |
| Mohammad Afzal Khan  |                                                                            | 1811–1867      | 1865             | 7 ottobre 1867   |
| Mohammad Afzal Khan  | Emiro; figlio di Dost Mohammad Khan                                        | 1811–1867      |                  |                  |
| Mohammad Azam Khan   |                                                                            | Deceduto 1868  | 7 ottobre 1867   | 21 febbraio 1868 |
| Mohammad Azam Khan   | Emiro; figlio di Dost Mohammad Khan                                        | Deceduto 1868  |                  |                  |
| Sher Ali Khan        |                                                                            | 1825–1879      | 7 ottobre 1868   | 21 febbraio 1879 |
| Sher Ali Khan        | Emiro; figlio di Dost Mohammad Khan; Secondo regno                         | 1825–1879      |                  |                  |
| Mohammad Yaqub Khan  |                                                                            | 1849–1923      | 21 febbraio 1879 | 12 ottobre 1879  |
| Mohammad Yaqub Khan  | Emiro; figlio di Sher Ali Khan; Deposto                                    | 1849–1923      |                  |                  |
| Ayub Khan            |                                                                            | 1857–1914      | 12 ottobre 1879  | 31 maggio 1880   |
| Ayub Khan            | Emiro; figlio di Sher Ali Khan; Deposto                                    | 1857–1914      |                  |                  |
| Abdur Rahman Khan    |                                                                            | 1840/1844–1901 | 31 maggio 1880   | 1 ottobre 1901   |
| Abdur Rahman Khan    | Emiro; figlio di Mohammad Afzal Khan                                       | 1840/1844–1901 |                  |                  |
| Habibullah Khan      |                                                                            | 1872–1919      | 1 ottobre 1901   | 20 febbraio 1919 |
| Habibullah Khan      | Emiro; figlio di Abdur Rahman Khan; Assassinato                            | 1872–1919      |                  |                  |
| Nasrullah Khan       |                                                                            | 1874–1920      | 20 febbraio 1919 | 28 febbraio 1919 |
| Nasrullah Khan       | Emiro; figlio Abdur Rahman Khan; Deposto                                   | 1874–1920      |                  |                  |
| Amānullāh Khān       |                                                                            | 1892–1960      | 28 febbraio 1919 | 9 giugno 1926    |
| Amānullāh Khān       | Emiro; figlio di Habibullah Khan                                           | 1892–1960      |                  |                  |

## Regno dell'Afghanistan (1926-1973)
| Nome                   | Nome                                       | Nascita–Morte | Inizio del regno | Fine del regno  |
| ---------------------- | ------------------------------------------ | ------------- | ---------------- | --------------- |
| Dinastia Barakzai      |                                            |               |                  |                 |
| Amānullāh Khān         |                                            | 1892–1960     | 9 giugno 1926    | 14 gennaio 1929 |
| Amānullāh Khān         | Re; figlio di Habibullah Khan, deposto     | 1892–1960     |                  |                 |
| Inayatullah Khan       |                                            | 1888-1946     | 14 gennaio 1929  | 17 gennaio 1929 |
| Inayatullah Khan       | Re; figlio di Habibullah Khan, deposto     | 1888-1946     |                  |                 |
| Interregno degli emiri |                                            |               |                  |                 |
| Habibullah Kalakānī    |                                            | 1891–1929     | 17 gennaio 1929  | 16 ottobre 1929 |
| Habibullah Kalakānī    | Emiro a Kabul; deposto                     | 1891–1929     |                  |                 |
| Ali Ahmad Khan         |                                            | 1883–1929     | 17 gennaio 1929  | 9 febbraio 1929 |
| Ali Ahmad Khan         | Emiro a Jalalabad; deposto                 | 1883–1929     |                  |                 |
| Dinastia Barakzai      |                                            |               |                  |                 |
| Mohammed Nadir Shah    |                                            |               | 16 ottobre 1929  | 8 novembre 1933 |
| Mohammed Nadir Shah    | Re; deposto                                |               |                  |                 |
| Mohammed Zahir Shah    |                                            | 1914-2007     | 8 novembre 1933  | 17 luglio 1973  |
| Mohammed Zahir Shah    | Re; figlio di Mohammed Nadir Shah, deposto | 1914-2007     |                  |                 |

## Sultanati

### Sultanato di Peshawar
- Muhammad - 1831 - 1833

### Sultanato di Kandahar
- Kohandil Khan - 1840 - 1851 e 1856 - 1862
- Wali Sehr Ali - 1880

### Sultanato di Kabul
- Wali Muhammad - 1880

### Sultanato di Kabul-Kandahar
- Sher Ali - 1863 - 1866

### Sultanato di Balkh
- Muhammad Isak - 1889, ribelle